# Ophiomusium anaelisae
Ophiomusium anaelisae är en ormstjärneart som beskrevs av Tommasi och Cordélia Luiza Abreu 1974. Ophiomusium anaelisae ingår i släktet Ophiomusium och familjen Ophiolepididae. Inga underarter finns listade i Catalogue of Life.